# Ölsockel

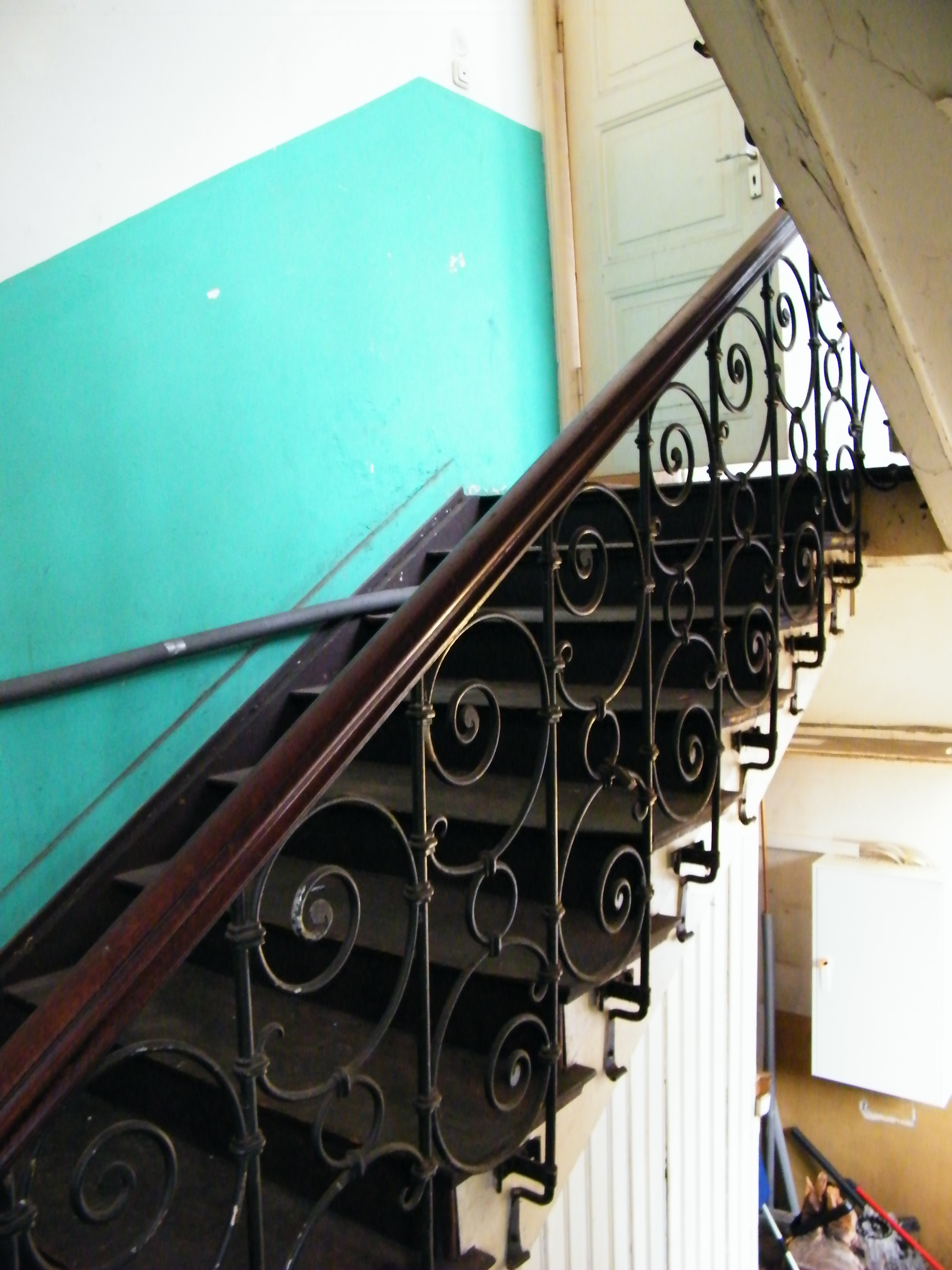
Ölsockel in einem Treppenhaus

Als Ölsockel wird ein Wasser, Schmutz und Fett abweisender Anstrich bezeichnet, der direkt auf den rohen Putz aufgetragen wird. Es besteht heute zumeist aus einem Anstrich aus Kunstharzlacken und findet sich oft in Treppenhäusern, aber in Altbauten oft auch noch in Küchen und Bädern. Der Anstrich des Ölsockels war früher mit wasserabweisenden Pflanzenölen (vorwiegend Leinöl) versehen, daher die Bezeichnung.

## Nutzen
Der Ölsockel schützt die Wand vor Verschmutzungen und lässt sich mit einem feuchten Tuch problemlos sauberwischen. Die Wand wird durch das Abwischen nicht beschädigt, Schmutz kann aufgrund der glatten Oberfläche nicht haften bleiben. Auch Spritzwasser kann nicht in die Wand eindringen. In den Spritzwasserbereichen von Bädern und Küchenzeilen sind wasserabweisende Ölsockel fast überall durch den heute üblichen Fliesenspiegel ersetzt worden.